# ONE PIECE ギガントバトル!
『ONE PIECE ギガントバトル! 』（ワンピース ギガントバトル）は、2010年9月9日にバンダイナムコゲームスから発売されたニンテンドーDS用ゲームソフト。

## 概要
ガンバリオン開発による『ONE PIECE』の対戦アクションゲームでは2005年発売の『ONE PIECE グラバト! RUSH』以来の作品。ドット絵で表示された2Dキャラクターで最大4人による対戦が繰り広げられる。『グラバト』シリーズ同様、ステージには様々なギミックが仕掛けられており、様々なアイテムを使い分けることでバトルを優位に進めることができる。グラフィックや操作性など同社が開発した『ジャンプスーパースターズ』『ジャンプアルティメットスターズ』と類似した点が多い。
本作オリジナルキャラクターとして、原作者・尾田栄一郎をモチーフにしたキャラクター「オダッチ」が登場。首から上が作者の自画像である魚となっており、ペンでステージ内に枠を描き相手を閉じ込めたり防御したりすることができる。
主題歌はアニメの初代オープニングテーマ「ウィーアー!」が起用されている。また、『グラバト』シリーズ同様、オープニングアニメーションは新規描き下ろしの映像になっている。

## システム

### バトルシステム
バトルには最大4人1組のチームで参加し、リーダーとなるメインキャラとサポートキャラ3人を自在に組み合わせる。サポートキャラは攻撃タイプ、カウンタータイプ、補助タイプの3種類。呼び出した直後に追加入力を行うと、攻撃方向やターゲットを指定することができる。

### 大海賊グランプリ
本作のメインモード。上陸した島には様々なポイントがあり、強敵との戦いや仲間との出会いが待ち受けている。ゲームを進めていくと原作の名場面を見ることができるシチュエーションパネルを入手できる。各ポイントで獲得したベリーを使い、新たな必殺技を入手することができる。

## キャラクター

### プレイアブルキャラクター
モンキー・D・ルフィ
声 - 田中真弓
- 必殺技：ゴムゴムのJETバズーカ・ゴムゴムのJET銃乱打
- 奥義：ギア3ラッシュ
- サポートゴムゴムの巨人の回転弾・ゴムゴムの巨人の雷斧（〜STRONGWORLDスタイル〜）

ロロノア・ゾロ
声 - 中井和哉
- 必殺技：弐斬り・阿修羅 弌霧銀
- 奥義：三・千・世・界
- サポート技：百八煩悩鳳

ナミ
声 - 岡村明美
- 必殺技：サンダーボルト=テンポ・幻想妖精
- 奥義：雷光槍=テンポ
- サポート技：泥棒ネコ

ウソップ
声 - 山口勝平
- 必殺技：ウソップゴールデンバウンド・衝撃
- 奥義：そげキング!!
- サポート技：火の鳥星

サンジ
声 - 平田広明
- 必殺技：悪魔風脚 揚げ物盛り合わせ・仔牛肉ショット
- 奥義：悪魔風脚 画竜点睛ショット
- サポート技：仔牛肉ショット

トニートニー・チョッパー
声 - 大谷育江
- 必殺技：刻蹄桜吹雪・ランブルボール
- 奥義：暴走
- サポート技：刻蹄桜吹雪

ボア・ハンコック
声 - 三石琴乃
奥義：メロメロ甘風、虜の矢、芳香脚
サポート技：メロメロ甘風
ジンベエ
声 - 宝亀克寿
奥義：バクバク チャポーン、魚人空手"唐草瓦正拳"、魚人空手 鯨鮫演舞
サポート技：魚人空手 唐草瓦正拳
エンポリオ・イワンコフ
声 - いまむらのりお※ノンクレジット
奥義：テンションホルモン、地獄のWINK、銀河・WINK
サポート技：テンションホルモン
ジュラキュール・ミホーク
声 - 青野武
奥義：世界一の斬撃、黒刀・朔、黒刀・一閃
サポート技：世界一の斬撃
バーソロミュー・くま
声 - 堀秀行
奥義：お前からはじめようか・・・、人間兵器、熊の衝撃
サポート技：旅行するならどこへ行きたい?
サー・クロコダイル
声 - 大友龍三郎
奥義：干割、砂漠の大剣、重&金剛宝刀
サポート技：砂嵐
黄猿
声 - 石塚運昇
奥義：八咫鏡、 八尺瓊曲玉、天岩戸
サポート技：こりゃぁ・・・やりすぎたねぇ～
赤犬
声 - 立木文彦
奥義：流星火山、冥狗、岩漿犬牙
サポート技：流星火山
青キジ
声 - 子安武人
奥義：アイスBALL、氷河時代、暴雉
サポート技：アイスBALL
マーシャル・D・ティーチ
声 - 大塚明夫
奥義：闇の前では全て無力、死ぬほどウメェな!、"グラグラの実"の能力
サポート技：闇水
白ひげ
声 - 有本欽隆
奥義：薙刀 羅刹、邪魔だな おい!、おれァ "白ひげ"だ!
サポート技：おれァ "白ひげ"だァ!
ポートガス・D・エース
声 - 古川登志夫
奥義：火拳、十字火、大炎戒 "炎帝"
サポート技：火拳
バギー
声 - 千葉繁
奥義：空中錐揉み大サーカス、特製マギー玉、キャプテン・バギー!!
サポート技：特製マギー玉
マゼラン
声 - 星野充昭
奥義：毒竜、毒・雲、地獄の審判
サポート技：毒竜

### サポートキャラクター
☆印は2でプレイアブルキャラに昇格。
☆ニコ・ロビン
声 - 山口由里子
- サポート技：六輪咲き「二本樹」「クラッチ」・百花繚乱「ウイング」

☆フランキー
声 - 矢尾一樹
- サポート技：風来坊・海賊仁義

☆ブルック
声 - チョー
- サポート技：眠り歌・フラン・鼻歌三丁 矢筈斬り

☆ネフェルタリ・ビビ
声 - 渡辺美佐
サポート技：仲間の印
☆コビー
声 - 土井美加
サポート技：特訓の成果
☆スモーカー
声 - 大場真人
サポート技：ホワイトランチャー
☆ワポル
声 - 島田敏
サポート技：バクバク食・ベロ大砲
☆エネル
声 - 森川智之
サポート技：神の裁き
☆マルコ
声 - 森田成一
サポート技：不死鳥マルコ
ジョズ
声 - 長嶝高士
サポート技：ブリリアント・パンク
ラフィット
声 - 松野太紀
サポート技：催眠
ドクQ
声 - 内田直哉
サポート技：毒リンゴ
シリュウ
声 - 菅生隆之
サポート技：斬捨て御免
Mr.1
声 - 稲田徹
サポート技：社長命令
Mr.3
声 - 檜山修之
サポート技：キャンドル壁
ボン・クレー
声 - 矢尾一樹
サポート技：応援
モンキー・D・ドラゴン
声 - 柴田秀勝
サポート技：突風
イナズマ
声 - 浜田賢二
サポート技：大鋏
☆ドンキホーテ・ドフラミンゴ
声 - 田中秀幸
サポート技：面白ェ!
☆シャンクス
声 - 池田秀一
サポート技：赤髪のシャンクス（STRONGWORLDスタイル）
シルバーズ・レイリー
声 - 園部啓一
サポート技：冥王の護り
ゴールド・ロジャー
サポート技：海賊王
☆トラファルガー・ロー
声 - 神谷浩史
サポート技：ROOM
☆ユースタス・キッド
声 - 浪川大輔
サポート技：叩きつけ
ウルージ
声 - 楠大典
サポート技：因果ざらし
ボニー
声 - 木内レイコ
サポート技：ケッサク!!
モンキー・D・ガープ
声 - 中博史
サポート技：拳骨流星群
戦桃丸
声 - 伊倉一恵
サポート技：足空独行
センゴク
声 - 石森達幸
サポート技：衝撃波
たしぎ
声 - 野田順子
サポート技：居合い斬り
ハンニャバル
声 - 後藤哲夫
サポート技：焦熱地獄車
サディちゃん
声 - 小山裕香
サポート技：いつまで寝てるつもり!?
☆ロブ・ルッチ
声 - 関智一
サポート技：六王銃
カク
声 - 置鮎龍太郎
サポート技：嵐脚"周断"
スパンダム
声 - 小野坂昌也
サポート技：ファンクフリード
ナイトメア・ルフィ
声 - 田中真弓
サポート技：ゴムゴムの暴風雨
クロ
声 - 橋本晃一
サポート技：杓死
クリーク
声 - 立木文彦
サポート技：ダマし撃ち
ペローナ
声 - 西原久美子
サポート技：ネガティブホロウ
ゲッコー・モリア
声 - 宝亀克寿
サポート技：欠片蝙蝠
フォクシー
声 - 島田敏
サポート技：ノロノロビーム
ガイモン
サポート技：森の裁き
マーガレット
声 - 浅野真澄
サポート技：護国の戦士
はっちゃん
声 - 森川智之
サポート技：たこはちブラック
ケイミー&パッパグ
声 - 池澤春菜、塩屋浩三
サポート技：オンステージ
デュバル
声 - 関俊彦
サポート技：モトバロ"心臓破りの角"
Dr.くれは
声 - 野沢雅子
サポート技：逃がしゃしないよ!
ペル
声 - 野島健児
サポート技：飛爪
クンフージュゴン
声 - 服巻浩司
サポート技：クオッ クオッ クオッ
☆シキ
声 - 竹中直人
サポート技：獅子威し
パンダマン
声 - 大場真人
サポート技：パンダマンBEAM
オダッチ
サポート技：オダッチマジック

## 主題歌
「ウィーアー!」
歌：きただにひろし